# Rivalità di Oxbridge
L'Università di Oxford e l'Università di Cambridge, note insieme come Oxbridge, sono le due più antiche università britanniche. Entrambe con una storia plurisecolare, tra esse sono cresciuti molti tra i più prominenti scienziati, scrittori e statisti britannici, così come altre note figure in molti diversi campi. Anche la rivalità tra Oxford e Cambridge ha una lunga storia che risale al 1209, quando Cambridge fu fondata da un gruppo di studiosi in cerca di rifugio dall'ostilità degli abitanti di Oxford.

## Oxbridge: tra immagine e stereotipo
Oxford e Cambridge sono molto ben note nel Regno Unito. La loro fama si deve una varietà di fattori, tra cui l'associazione dei loro nomi a una lunga linea di ben distinte figure storiche, la conoscenza delle quali si è estesa attraverso l'influenza dell'Impero britannico e la prominenza mondiale della lingua inglese.
Come molte altre istituzioni, Oxford e Cambridge sono state attente nel preservare molte parti della loro storia, conservando una quantità di tradizioni che possono sembrare arcaiche e bizzarre. Gli studenti e gli accademici di Oxbridge sono stati variamente stereotipati come intelligenti, pieni di risorse, e ambiziosi; così come pretenziosi, arroganti, ed egocentrici.
Le stesse istituzioni sono spesso viste come bizzarre e incantevoli, ma anche lente nel rispondere ai cambiamenti.
Ci sono, a volte, accuse che gli studenti più poveri siano svantaggiati quando richiedono l'ammissione a Oxbridge, e che entrambe le università abbiano mantenuto la loro tradizionale reputazione di essere socialmente esclusive ed elitarie, accuse fortemente respinte da entrambe.

## Oxford e Cambridge: cosa le unisce

### La struttura istituzionale
Sia Oxford sia Cambridge hanno rinomate case editrici (la Oxford University Press e la Cambridge University Press), giardini botanici (il Giardino Botanico dell'Università di Oxford e il Giardino Botanico dell'Università di Cambridge), musei (l'Ashmolean Museum ed i Fitzwilliam Museum), biblioteche (la Bodleian Library e la Biblioteca dell'Università di Cambridge) e società di discussione (la Oxford Union e la Cambridge Union).

### La struttura collegiale
I college all'interno di ciascuna università sono regolarmente in competizione tra essi in una varietà di sport ed altri settori (es., rugby, canottaggio, atletica e scacchi), ma sono spesso felici di unire i propri talenti per competere contro il grande nemico (Oxford o Cambridge a seconda del caso).
Come è anche comune per gli studenti di entrambe le università di Oxford e Cambridge indicarle reciprocamente come the other place (l'altro posto), e laddove gli studenti di entrambe le università amino fare punting (escursioni sulle barche a fondo piatto), il punter, a seconda della città, si pone tradizionalmente in piedi al lato opposto della barca.

## Oxford e Cambridge: cosa le divide
La città di Oxford è più grande (con una popolazione stimata nel 2007 superiore del 30% rispetto a quella di Cambridge) ed è storicamente riconosciuta come più urbanizzata ed industrializzata, laddove Cambridge dà più un senso di città mercante. Inoltre, Oxford è associata all'industria dei motori (attualmente, la BMW produce ad Oxford la Mini, ed un gran numero di Team di Formula Uno sono basati nell'Oxfordshire e nelle contee vicine), laddove invece l'area circostante Cambridge è conosciuta come Silicon Fen ed ospita molti produttori di alta tecnologia.
Oxford è anche la città più citata nel cinema: le pellicole più recenti, con scene tratte da Oxford, includono i film di Harry Potter; e la piazza Radcliffe Square è stata utilizzata nella produzione di La bussola d'oro, primo capitolo della trilogia Queste oscure materie, e parte della quale è stata ambientata ad Oxford). L'architettura della città, dunque, ha reso Oxford una location molto popolare presso registi e turisti; ma Cambridge ha, dal suo canto, un maggior numero di attrazioni turistiche, tra cui la cappella del King's College.

## Oxbridge nella letteratura
Il celebre scrittore C.S. Lewis, docente di Letteratura anglosassone e poi di Letteratura inglese a Oxford, nella sua Trilogia Cosmica - Lontano dal pianeta silenzioso, Perelandra e Quell'orribile forza, in Italia pubblicati da Adelphi) - non risparmia frecciatine ai colleghi cantabrigensi.
Di contro, lo scrittore Abraham Yehoshua, ne Il signor Mani (in Italia pubblicato dalla Einaudi), offre un buon esempio dell'ostilità degli studenti di Cambridge nei confronti dei colleghi oxoniensi. Il tenente britannico Ivor Steven Horivitz, laureando in legge a Cambridge, sbeffeggia a più riprese alcuni studenti dell'area di lingua e cultura araba di Oxford incapaci, a suo dire, di svolgere la funzione di interprete di cui sono stati incaricati durante un viaggio in Palestina al seguito dell'esercito di Sua Maestà.

## Sport
Ogni anno i vari club sportivi delle due università si fronteggiano l'un l'altro nelle molteplici discipline praticate dai due campus:
- Regata Oxford-Cambridge
- The Varsity Match - Rugby Union
- Rugby League Varsity Match - Rugby League
- The University Hockey Match - Hockey su prato
- The Truelove Bowl - Pugilato
- The Varsity Polo Match - Polo
- The University Golf Match - Golf
- The Varsity Yacht Race - Vela
- The University Match - Cricket
- The Lawn Tennis Varsity Match - Tennis
- Ice Hockey Varsity Match - Hockey su ghiaccio
- Varsity blind wine tasting match - Degustazione di vino
- The Varsity Quiz Match - Quiz
- Varsity Trip - Sci
- Varsity Gliding Competition - Aviazione
- The Chancellors' - Tiro a segno
- The Humphry - Tiro a segno
- The Rose Bowl - Tiro con l'arco
- The Aussie Rules Varsity Match - Football australiano